# 実況J.LEAGUE1999パーフェクトストライカー2
『実況J.LEAGUEパーフェクトストライカー2』はコナミから1999年7月29日に発売されたNINTENDO 64用のサッカーゲーム。

## モード
- プレシーズンマッチ
- Jリーグ
- トーナメント
- サクセス

詳細は後述。
- PK
- シナリオ
- トレーニング
- オプション

## サクセス
実況パワフルプロ野球シリーズ同様の選手育成モード。ユースチームに入団する主人公をトップに昇格させれば育成した選手の登録が可能となり、他のモードで使用できるようになる。

### 登場キャラクター

#### チームメイト
宮本真太
主人公と同期の俊足の選手。眼鏡を掛けている。時折寒い駄洒落を飛ばす。
武田俊彦
主人公と同期の選手。ポジションはディフェンダー。
石井拓実
主人公と同期で、主人公と同じポジションの選手。過去にブラジルのヨントスに所属していた。
西沢大樹
主人公の一つ下の後輩。ポジションはフォワード。主人公に嫌がらせを行う。
田中吾郎
主人公の二つ下の後輩。ポジションはミッドフィールダー。西沢から「タマゴ」と呼ばれる。
佐野秀樹
主人公の一つ上の先輩で、武田のジュニアユース時代の先輩。ポジションはミッドフィールダー。関西弁で話す。吉田の引退後、キャプテンとなる。
吉田慎司
主人公の二つ上の先輩。キャプテン。
伊藤
主人公と同期の選手。
加藤
主人公と同期の選手。
佐藤
主人公と同期の選手。

#### その他
神宮寺是清
主人公の所属するクラブの監督。
鬼頭小五郎
主人公の所属するクラブのコーチ。熱い性格。
大林竪雄
主人公の所属するクラブのコーチ。ドイツに留学していた経験を持つ。
沢田直樹
主人公と別のチームの選手。主人公の幼馴染。フォワード。
木山竜斗
主人公と別のチームの選手。フォワード。関西弁で話す。
清水亮
主人公と別のチームの選手。ゴールキーパー。寡黙な男。
古賀猛
主人公と別のチームの選手。高身長のディフェンダー。
守山正宗
主人公と別のチームの選手。ミッドフィールダー。勝つためには汚いプレーも厭わない。
カルロス・オリヴェイラ
フォワード。ブラジル出身。ヨントス所属。
ステファン・ハインリヒ
ゴールキーパー。ドイツ出身。ドントムルト所属。
マルセイ・カルヴァン
スイーパー。フランス出身。ガヤックス所属。
パオロ・ジョパンニ
ミッドフィールダー。イタリア出身。ユペンコス所属。
小桜くるみ
主人公より年下の女の子。
小山内真美
主人公の幼馴染の女の子。ピアノを趣味とする。
九条京
主人公と同じ高校の女の子。傲慢。
音無綾乃
病弱な女の子。入院生活を送っている。
父親
主人公の父。
母親
主人公の母。
阿部信夫
サポーター。
海野明紀子
サポーター。
チンピラ
チンピラ。
トップの監督
トップの監督。ユースの練習に時折姿を見せる。
カメラマン毒島
カメラマン。毒島光が本名。
医者
医者。スポーツ医学に関して造詣が深い。
ネコ
「ミレイ」と命名されるネコ。
横須賀ヨーコ
皮ジャン、スカーフを着た女性。
神宮寺桜子
神宮寺是清の娘。ストーカー。

## 評価
ファミ通クロスレビューでは7、9、9、9の34点でゴールド殿堂入り。レビュアーはシンプルな操作やシステムだが自由度が高く奥が深い、グラフィックやモーション、テクニックの増加で個人技やチームプレイが充実、リプレイの演出や実況、理不尽さもあるが新能力、新技獲得、友情、恋愛も育めるやめられないサクセスを賞賛した。